# Jochi

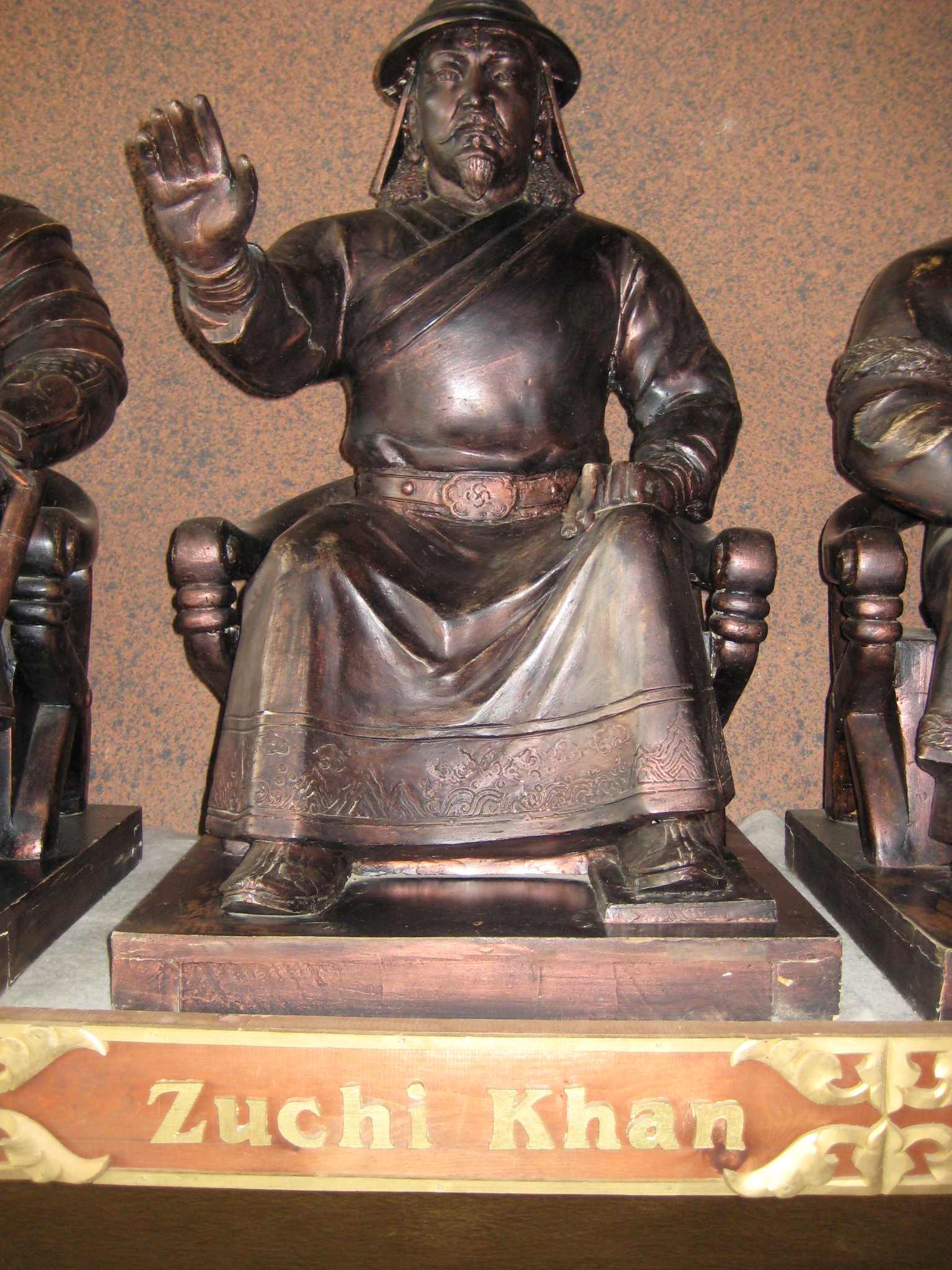
Estatua de Juchi en el palacio Mongol. Gachuurt, Mongolia

Jochi o Yochi (también Joči, Jöchi, Juchi o Tuši, Duši en fuentes persas y túrquicas; ca. 1184-1227) fue el mayor de los cuatro hijos del emperador mongol Gengis Kan con su principal esposa, Börte. Fue un gran caudillo militar y participó en la conquista de su padre de Asia Central, junto con sus hermanos y tíos. 
Aunque Gengis Kan eligió como sucesor a Ogodei, uno de sus hermanos menores, al fallecer seis meses antes que su padre se evitó una potencial guerra civil entre los hermanos. Él y sus descendientes conquistaron Europa, incluida la Rus de Kiev, tierras de los kanes de la Horda de Oro, también llamada Ulús de Jochi. 
La palabra Jochi, en idioma mongol, significa huésped. Algunos historiadores han tratado de relacionar ese significado con la incertidumbre sobre la paternidad de Jöchi, pero no parece existir tal implicación, ya que Jöchi era un nombre común entre los mongoles.

## Primeros años
Existen dudas en cuanto a quién fue el verdadero padre de Jochi. Poco después de unirse a Gengis Kan (conocido como Temujin en ese entonces), Börte, su mujer,  había sido secuestrada por los miembros de la tribu merkita. Börte fue entregada a un cierto Chilger Boke, que era el hermano del jefe merkita, en calidad de botín de guerra. Ella permaneció en cautiverio por algunos meses antes de que Temujin la rescatase. Poco tiempo después dio a luz a Jochi. 
Independientemente de los sucesos, el Gran Kan trató a Jochi como su primer hijo, pero la duda permaneció siempre entre los mongoles sobre quién era el verdadero padre de Jochi, si Temujin o Chilger Boke. Esta incertidumbre acerca del verdadero origen de Jochi tuvo consecuencias, pues los descendientes de éste, a pesar de formar la rama más antigua de la familia gengiskánida, nunca fueron considerados para la sucesión y el reclamo de la herencia de su padre. Su presunta ilegitimidad fue motivo de tensiones con su hermano Chagatai.

## Guerras de conquista
Es posible que haya tomado parte en las batallas que libró su padre para la unificación de Mongolia. Su primera campaña independiente fue la sumisión de los pueblos de los bosques de Siberia en 1207. En recompensa, su padre le otorgó ese territorio, haciendo del río Irtish el centro de su feudo. Posteriormente hizo campaña, junto con sus hermanos, contra la dinastía Jin en el norte de China, Mongolia Interior y Shanxi en 1211, y luego en Hebei y Henan en 1213. En 1216-17 fue enviado a guerrear contra los remanentes rebeldes de los merkitas; al regresar de esa campaña, las tropas de Jochi se habrían encontrado con fuerzas del jwarazmshah ʿAlāʾ-al-Din Moḥammad b. Tekeš (r. 1200-20). No teniendo órdenes de enfrentar al enemigo, los mongoles se retiraron después de unas breves escaramuzas; este suceso podría explicar la actitud provocadora que el gobernante corasmio tuvo después hacia los embajadores de Gengis Kan, lo que habría de costarle salvajes represalias de los mongoles. En 1218-19 fue enviado a sofocar la rebelión de los pueblos de los bosques. Sometió a estos y a los kirguises del río Yeniséi, pero a pesar de estos éxitos, cuando Gengis Kan escogió su heredero antes de partir a la conquista del Imperio corasmio prefirió a su tercer hijo Ogodei desplazando a los dos mayores, Jochi y Chagatai, quienes aceptaron la decisión de su padre.
La contribución de Jochi en la guerra de Corasmia fue extensa, comandando el flanco derecho de los ejércitos mongoles que fue enviado aguas abajo del Yaxartes, capturando las ciudades del curso inferior como Signak, Jand, y Yanjikant en abril de 1220, y combatiendo a los qanqli que residían al norte del Mar de Aral y eran aliados de los corasmios. Esta campaña duró hasta la primavera de 1221, cuando Jochi fue enviado a sofocar una rebelión en el curso superior del Yaxartes. Al regresar de esa misión, Gengis le ordenó unirse a Chagatai en el ataque contra la ciudad de Urgench, que era la capital del Imperio corasmio. El sitio de la ciudad se retrasó considerablemente, en parte por el contraste de pareceres entre Jochi y Chagatai sobre asuntos militares. Gengis Kan intervino en la campaña y designó a Ogodei como comandante, quien reasumió las operaciones vigorosamente y la ciudad fue finalmente capturada a fines de 1221. Corasmia pasó a integrar el feudo de Jochi, que designó bāsqāqs (gobernadores) para administrarla.
Luego de la conquista del Imperio corasmio, Jochi volvió al norte con órdenes de conquistar los territorios de la estepa póntica, es decir, combatir a los kipchaks, los alanos, los búlgaros y los rus. Pero en lugar de seguir las órdenes de su padre y dirigirse al oeste, Jochi se dirigió al este hacia el territorio qanqli y más allá, hasta su campamento en el río Irtish. Sin embargo, una parte sustancial de sus tropas permanecieron cerca de los kipchaks orientales. Al parecer, estas tropas lucharon contra los kipchaks haciendo un gran número de prisioneros, pero el área no fue conquistada en esta etapa de la expansión mongola. Aparentemente, en 1223 Jochi se reunió con su padre y sus hermanos cerca de Samarcanda, llevando consigo una gran cantidad de asnos salvajes y caballos de la estepa kipchak y confirmando sus dotes como el mejor cazador de la familia. Luego de una gran cacería, los otros hijos de Gengis Kan retornaron al este mientras Jochi se retiraba a su feudo. Es probable que la desidia de Jochi en cumplir con las órdenes de conquista recibidas haya disgustado mucho al gran Kan. Si no se produjo una ruptura definitiva entre padre e hijo, fue por la prematura muerte de Jochi en 1227, unos meses antes de la del propio Gengis Kan. Luego de su muerte, Jochi recibió el título de ulús-idi (amo del reino).

## Descendientes
Al igual que su padre, Jochi tuvo una gran cantidad de esposas y concubinas, sin embargo, los detalles exactos de estas mujeres son escasos.
Jochi tuvo al menos catorce hijos y una hija, según Howorth:
- Orda (c. 1206 – 1251);
- Batú (c. 1207 – 1255);
- Berke (¿? - 1267), convertido al islam, kan de la Horda de Oro entre 1257 y 1267;
- Berjechir (¿? - ¿?);
- Shayban (¿? - ¿?), ancestro de los Shaybánidas; su línea masculina continúa hasta la actualidad;
- Tangad (¿? - ¿?);
- Teval (o Buval) (¿? - ¿?), abuelo de Nogai Kan;
- Chilagún (¿? - ¿?);
- Sinqur (¿? - ¿?);
- Chimbay (¿? - ¿?);
- Muhammad (¿? - ¿?), convertido al islam;
- Udur (¿? - ¿?);
- Tuq-timur (¿? - ¿?), ancestro de los kanes de la Gran Horda y de los Astrajánidas;
- Shingum  (¿? - ¿?), y;
- una hija  (¿? - ¿?) dada en matrimonio al gobernante qarluq de Almaliq.

En el kurultái de 1229 que siguió a la muerte de Gengis Kan, se confirmó la soberanía sobre los territorios del oeste para los hijos de Jochi. La herencia de este fue dividida entre sus hijos: Batú y Orda fundaron, respectivamente, la Horda Blanca y la Horda Azul, que más tarde se combinarían en el Kanato Kipchak u Horda de Oro. Otro de los hijos, Shayban, recibió territorios al norte de los ülüs de Batú y Orda.  
Los dominios de Jochi, según Jovayni se extendían desde las fronteras de Qayaliq (en el moderno Kazajistán) y Corasmia en el este hasta los extremos más remotos de Saqsin y Bulghar sobre el Volga en el oeste, y "de allí tan lejos cuanto hubieran avanzado los casos de los caballos tártaros". Según los jochidas, estos territorios incluían también Arrān y Azerbaiyán, y tal vez más territorios en Jorasán y el norte de Persia; durante los kanatos de Ogodei (r. 1229-41) y Möngke (r. 1251-59) los descendientes de Jochi parecen haber tenido una posición privilegiada en Persia y Azerbaiyán. A partir de 1260 estos últimos territorios se convirtieron en el núcleo del Iljanato, la dinastía mongola establecida por Hülegü (r. 1256-65), sobrino de Jochi, y la disputa por esa región fue la principal causa de enfrentamiento entre los jochidas y los iljánidas. Esta rivalidad continuó hasta la caída del Ilkanato en 1335, y revivió posteriormente bajo Timur (1336-1405).
Algunos autores posteriores manipularon la biografía de Jochi para legitimar el reclamo de sus descendientes para reinar sobre una parte de los territorios uzbecos. Sin embargo, Jochi es una figura relativamente poco frecuente en las fuentes y en las investigaciones modernas, que han prestado más atención a algunos de sus descendientes, como sus hijos Batú, conquistador de Europa, Berke, el primer príncipe mongol en adoptar el islamismo, y Shayban o Šibān, el antecesor de los uzbecos, así como el descendiente de Jochi en quinta generación Moḥammad Özbeg (r. 1313-41), cuya conversión al islam llevó a la islamización de la Horda de Oro.